# Sordellina punctata
Genre
Espèce
Synonymes
- Xenodon punctatus Peters, 1880
- Liophis rehi Werner, 1909
- Sordellina brandonjonesii Procter, 1923
- Sordellina pauloensis Amaral, 1923

Sordellina punctata, unique représentant du genre Sordellina, est une espèce de serpents de la famille des Dipsadidae.

## Répartition
Cette espèce est endémique du Brésil. Elle se rencontre dans les États de Santa Catarina, de São Paulo et du Paraná. Sa présence est incertaine dans l'État de Rio de Janeiro.

## Étymologie
Le genre est nommé en l'honneur de Ferdinando Sordelli et son nom d'espèce, latin, punctata, « tacheté », lui a été donné en référence à sa livrée.

## Publications originales
- Peters, 1880 : Eine Mittheilung über neue oder weniger bekannte Amphibien des Berliner Zoologischen Museums (Leposoma dispar, Monopeltis (Phractogonus jugularis, Typhlops depressus, Leptocalamus trilineatus, Xenodon punctatus, Elapomorphus erythronotus, Hylomantis fallax. Monatsberichte der Königlich Preussischen Akademie der Wissenschaften zu Berlin, vol. 1880, p. 217-224 (texte intégral).
- Procter, 1923 : On a new Genus and Species of Colubrine Snake from S. E. Brazil. Annals and magazine of natural history, sér. 9, vol. 11, p. 227-230 (texte intégral).